# Echinotheridion utibile
Echinotheridion utibile är en spindelart som först beskrevs av Eugen von Keyserling 1884.  Echinotheridion utibile ingår i släktet Echinotheridion och familjen klotspindlar. Inga underarter finns listade i Catalogue of Life.